# Чудеса пренебрежения
«Чудеса пренебрежения» (исп. Los Milagros del desprecio) — комедия испанского драматурга Лопе де Веги, впервые опубликованная в 1633 году в составе «XXVII части комедий Лопе де Вега». В 1658 году она вошла в сборник «Избранные комедии лучших писателей Испании». 
Дата написания пьесы неизвестна, однако в тексте упоминаются супруги эрцгерцог Альбрехт и инфанта Изабелла Клара Евгения, жившие в браке с 1599 по 1621 год (до смерти Альбрехта). На сцене пьесу поставил антрепренёр Авенданьо, у которого своя труппа появилась в 1618 году, а в перечнях пьес, дополняющих два издания романа Лопе «Странник в своём отечестве» (1604 и 1618 годы) «Чудеса пренебрежения» не фигурируют. С учётом всего этого появилась гипотеза, что пьеса написана между 1618 и 1621 годами. Её противники обращают внимание на то, что в комедии упоминается война во Фландрии, останавливавшаяся на время перемирия 1609—1621 годов. К тому же в пьесе однообразная метрика, что характерно для относительно ранних пьес Лопе. Соответственно в ещё одной гипотезе фигурируют примерно 1599—1603 годы.